# Березівський Микола Андрійович
Мико́ла Андрі́йович Березі́вський (псевдо «Староста»; 22 травня 1994, Шполянський район — 8 серпня 2024)  — учасник Революції Гідності, волонтер, український військовослужбовець.

## Життєпис
Микола Березівський народився на Шполянщині, навчався в Лебединській школі № 1.
Проживав у селі Старі Бабани.
Закінчивши навчання у школі, він вирішив пов'язати своє життя з працею на землі, тому вступив на факультет агрономії Уманського НУС. З 2011 по 2015 роки Микола здобув ступінь бакалавра на денній формі навчання, а потім у 2015—2016 роках ще й магістра заочно. Адже вже у той час він боронив Батьківщину від зазіхань ворога.
Учасник Революції Гідності. З початку 2014 року активно займався волонтерством, а потім пішов на війну добровольцем.
2015—2019 рр. служив у полку «Азов».
З початком повномасштабного вторгнення росії в Україну вступив до лав ЗСУ. Він був командиром машини мотопіхотного взводу 72-ї окремої механізованої бригади імені Чорних Запорожців.
Загинув 8 серпня 2024 року поблизу м. Вугледар, на Донеччині.
Прах зберігається поблизу Умані.

## Нагороди
- Орден «За мужність» III ступеня[1]
- Орден «За мужність» III ступеня[2]